# Allan Davis
Allan Howard Davis, född 27 juli 1980 i Ipswich, Queensland, är en australisk professionell tävlingscyklist. Han är mest känd för att vara en bra spurtare. 

## Karriär
Allan Davis började cykla i tävlingar när han var 10 år. Han blev professionell inför säsongen 2002 med det italienska stallet Mapei och fortsatte efter ett år till det spanska stallet ONCE.

### 2004–2005
Davis deltog i Tour de France 2004 och 2005. Han slutade femma i poängtävlingen i Tour de France 2005 efter vinnaren Thor Hushovd, landsmännen Stuart O'Grady och Robbie McEwen, samt den kazakiske nationsmästaren Aleksandr Vinokurov.

### 2006
År 2006 var Davis namn inblandat i dopningshärvan Operación Puerto tillsammans med ytterligare fyra cyklister,  Joseba Beloki, Isidro Nozal, Sergio Paulinho och Alberto Contador, från hans dåvarande stall Liberty Seguros-Würth. Samtliga av dessa cyklister avfördes från misstankarna i juli 2006.

### 2007
Davis fortsatte till Discovery Channel Pro Cycling Team inför säsongen 2007. Han slutade tvåa i Milano-Sanremo efter den spanske cyklisten Óscar Freire i början av säsongen. Davis blev inte uttagen till Tour de France av Discovery Channel Pro Cycling Team och åkte istället till Kina för att tävla i Tour of Qinghai Lake. Under tävlingen vann han fem etapper.

### 2008
Discovery Channel slutade att sponsra cykelstallet efter säsongen 2007 och Davis blev i stället kontrakterad av Mitsubishi-Jartazi. I januari blev han uttagen till ett nationslag för att tävla i Tour Down Under och vann en etapp under tävlingen. I september 2008 avslutade Davis sitt kontrakt med Mitsubishi-Jartazi och skrev på ett kontrakt med det belgiska stallet Quick Step under två år. 

### 2009
I januari 2009 vann Davis etapp 2, 4 och 5 av Tour Down Under. Han slutade tvåa på etapp 3 under samma tävling efter landsmannen Graeme Brown. I slutet av etapploppet stod det klart att han hade vunnit tävlingen med 25 sekunder över landsmannen Stuart O'Grady. Davis slutade på tredje plats på etapperna 6 och 13 av Giro d'Italia. På etapp 9 av tävlingen slutade han på andra plats.
Davis slutade trea på etapp 2 av Ster Elektrotoer bakom André Greipel och Borut Božič. På etapp 4 slutade den australiske cyklisten tvåa bakom belgaren Philippe Gilbert. I augusti slutade Davis tvåa på etapp 3 av Polen runt bakom italienaren Jacopo Guarnieri. I augusti slutade han på fjärde plats under Cyclassics Hamburg bakom Tyler Farrar, Matti Breschel och Gerald Ciolek. Davis slutade även på andra plats på Paris-Bryssel bakom Matthew Goss och nådde samma placering på GP de Wallonie bakom segraren Nick Nuyens.

## Privatliv
Allan Davis är bror till cyklisten Scott Davis som vann juniorvärldsmästerskapens lagförföljelselopp med Graeme Brown, Brett Lancaster och Michael Rogers under 1997.

## Meriter
7:a, U23-världsmästerskapen
9:a, Nationsmästerskapen - linjelopp
2001
6:a, U23-världsmästerskapen
2002
1:a, etapp 1, Giro del Capo
2:a, GP Istria
3:a, Nationsmästerskapen - linjelopp (U23)
2003
1:a, Trofeo Manacor
1:a, etapp 4, Circuit Cycliste de la Sarthe
2:a, Nationsmästerskapen - linjelopp
2004
1:a, etapp 5, Tyskland runt
1:a, etapp 3, Polen runt
1:a, Giro del Piemonte
1:a, Trofeo Alcudia
1:a, Trofeo Manacor
2005
1:a, Eneco Tour
etapp 3
1:a, poängtävling, Vuelta a Aragón
Etapp 5
1;a, etapp 1, 3 och 5, Vuelta a Murcia
2:a, Tour Down Under
3:a, Paris-Tours
3:a, HEW Cyclassics
2006
1:a, etapp 2 & 5, Tour Down Under
3:a, Samväldesspelen 2006 - linjelopp
2007
1:a, etapp 3, Katalonien runt
Tour of Qinghai Lake
Poängtävling
1:a, etapp 1, 3, 5, 6 och 9
2:a, Milano-Sanremo
2008
2:a, Tour Down Under
1:a, etapp 3
2:a,, Geelong Bay Classic Series
1:a, etapp 4
4:a, Polen runt
1:a, etapp 2
1:a, Poängtävling
2009
1:a,  Tour Down Under
1:a, etapp 2, Tour Down Under
1:a, etapp 4, Tour Down Under
1:a, etapp 5, Tour Down Under
2:a, etapp 3, Tour Down Under
2:a, etapp 3, Polen runt
2:a, Paris-Bryssel
2:a, GP de Wallonie
3:a, etapp 9, Giro d'Italia 2009
3:a, etapp 6, Giro d'Italia
3:a, etapp 13, Giro d'Italia
3:a, etapp 2, Ster Elektrotoer

## Stall
- Mapei-Quick Step 2001
- Mapei-Quick Step-Latexco 2002
- O.N.C.E.-Eroski 2003
- Liberty Seguros-Würth 2004–2006
- Astana 2006
- Discovery Channel Pro Cycling Team 2007
- Mitsubishi-Jartazi 2008
- Quick Step 2008–2009
- Astana 2010–2011
- Orica-GreenEDGE 2012